# Cnemolia nyassana
Cnemolia nyassana là một loài bọ cánh cứng trong họ Cerambycidae.